# Yongjia
Yongjia is een stad in de prefectuur Wenzhou in de Chinese provincie Zhejiang. Bij de volkstelling van 2020 had de stad 482.975 inwoners. Yongjia is een voorstad van Wenzhou.